# Маколей Калкін
Ма́колей Ка́лкін (англ. Macaulay Culkin; 26 серпня 1980) — американський актор, один з найуспішніших дітей-акторів в історії Голівуду, що здобув славу головними ролями в комедіях «Сам удома» (1990) і «Багатенький Річі» (1994). На піку своєї популярності вважався найкращим дитячим актором з часів Ширлі Темпл.

## Біографія
Народився та виріс в Нью-Йорку на Манхеттені в Йорквіллю. Його батьки — бродвейський актор Кіт Калкін і Патрісія Бантрап.
Від природи володіючи акторськими даними, вже в чотири роки він потрапив в театр, де грав в дитячих виставах. Хлопчика, що володів фотогенічною зовнішністю, швидко зауважили рекламні продюсери, в результаті чого його обличчя могла споглядати вся Америка відразу в декількох рекламних роликах.
Пізніше його запросили на проби у фільм «Дядечко Бак», які він успішно пройшов і отримав головну роль, де його партнером був Джон Кенді.

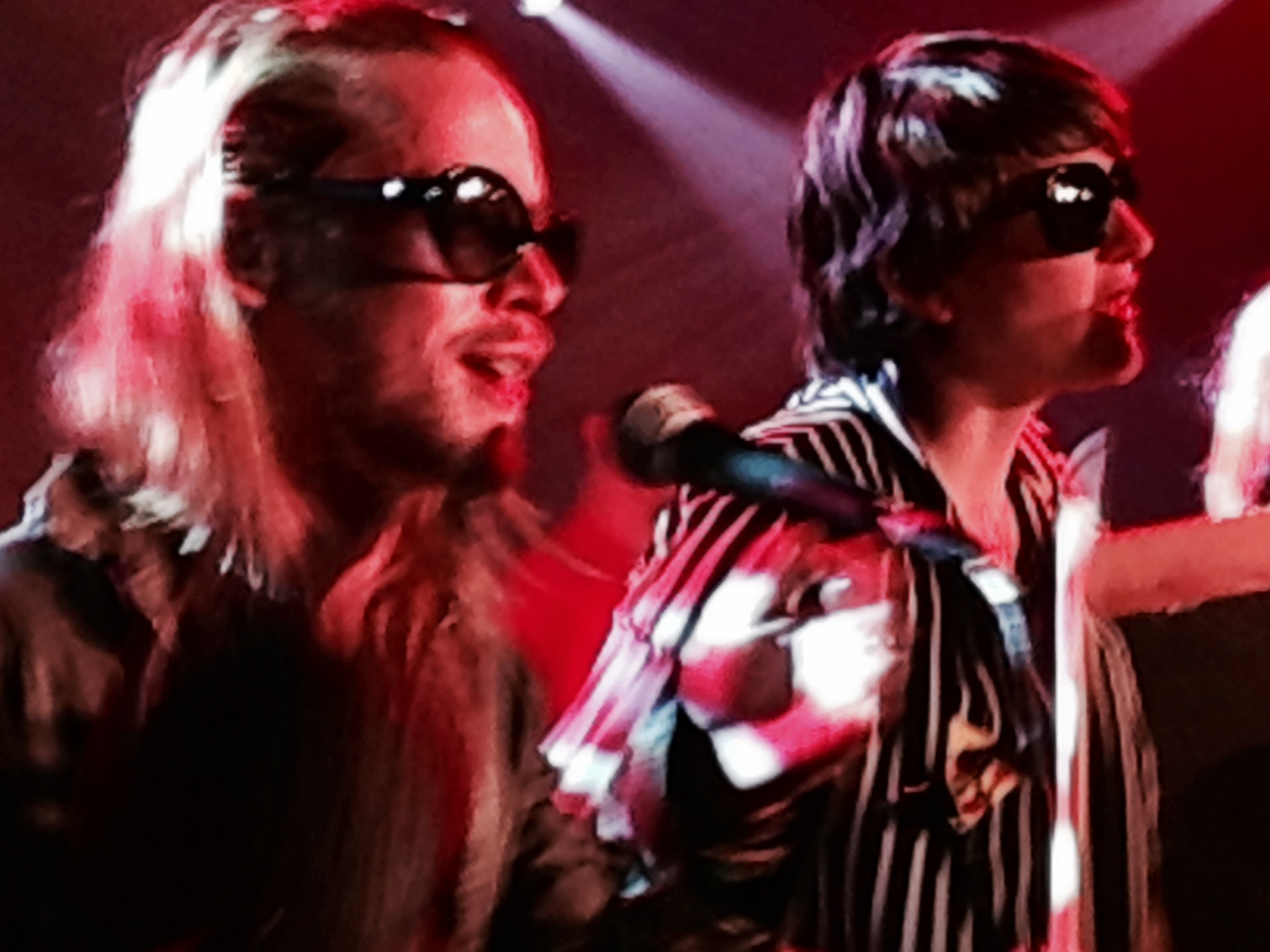
Калкін з гуртом «Pizza Underground» у Чикаго, 2014 рік

На знімальному майданчику фільму Маколей зустрів Джона Г'юза — сценариста, продюсера, режисера. В цей момент Джон закінчував сценарій «Сам удома» і шукав прийнятну кандидатуру для виконання головної ролі в картині. Коли він побачив Маколея, він зрозумів, що іншого Кевіна МакКалістера просто бути не може: світловолосий, з ангельським личком, великими блакитними по-дитячому наївними очима, але дуже кмітливого і з хорошим почуттям гумору. В короткі терміни був підписаний контракт з кінокомпанією «20th Century Fox», підібрані актори, знімальна група. І вже в наступному 1990 році перед самим Різдвом сімейний комедійний блокбастер вийшов на екрани… За наступні пів року в американському прокаті фільм заробив близько $300.000.000 і у світовому $200.000.000. Картина викликала неабиякий ажіотаж. Фільм «Сам удома» потрапив до Книги рекордів Гіннесса, як комедія, яка зібрала найбільше грошей у прокаті[джерело?].
Головним менеджером Маколея став його батько — Кіт Калкін. Його мало турбувала творчість сина, а більше цікавили фінанси. І гонорар Маколея став зростати від фільму до фільму, обернено пропорційно його популярності. Всі його наступні фільми були відверто поганими (за винятком «Хорошого сина»). Він навіть отримав номінацію «Найгірший Актор '94» за фільми «Розквитатися з батьком» і «Багатенький Річі» в своєрідному голлівудському антиоскарі — Золотій малині.
Разом з тим Калкін-старший намагався просунути в Голлівуд молодших братів і сестру Маколея. Тому одним з головних умов з боку Калкіна при підписанні контрактів з кінокомпаніями була роль для кого-небудь з молодших Калкін (так, наприклад, Куінн отримала роль в «Доброму сині», Рорі в «Багатенький Річі», Кіран в «Один вдома 1, 2», «Один Єдиний»).
У червні 1995 року мати Маколея розійшлася з Кітом Калкін, звинувативши його в тому, що він розвалив кар'єру сина, практично позбавивши хлопчика шансів на її відновлення. 
Калкін втомився від акторства і пішов слідом за Річі Річем. Бажаючи "нормального життя", він пішов до приватної середньої школи на Мангеттені. 1998 року знявся у кліпі на пісню «Sunday» рок-гурту Sonic Youth.
2 грудня 2023 отримав зірку на Алеї слави в Голлівуді. Маколей Калкін особисто відкрив свою зірку на Алеї слави за адресою 6353 Голлівудський бульвар.

## Особисте життя
21 червня 1998 Маколей одружився з актрисою Рейчел Майнер[джерело?]. Вони познайомилися в дитячій професійній нью-йоркській школі, де обоє навчалися. Розійшлися в 2000[джерело?] і в 2002 році розлучилися[джерело?].
З травня 2002 року зустрічався з актрисою Мілою Куніс, але 3 січня 2011 року, публіцист Куніс підтвердив повідомлення, що Калкін і Куніс закінчили стосунки кілька місяців тому.
У серпні 2020 року, на свій 40-й день народження, Калкін написав у твіттері: «Гей, хлопці, хочете відчути себе старими? Мені 40. Ласкаво просимо». Цей твіт став одним з найбільш вподобаних твітів усіх часів, посівши 9 місце.
5 квітня 2021 року стало відомо, що Маколей Калкін вперше став батьком, а його жінкою є актриса Бренда Сонг. Сина він назвав Дакотою на честь улюбленої сестри, яка загинула в автокатастрофі 2008 року, коли їй було 29 років.
У січні 2022 року стало відомо, що Маколей Калкін зробив пропозицію своїй коханій, акторці та фотомоделі Бренді Сонг.

## Цікаві факти
- Маколей отримав декілька номінацій і нагород як найкраще відкриття і найкращий комедійний актор року в різних кіноакадеміях — зокрема, звання «Дитина '91». Після перших «Сам удома» Калкін отримав десятки цікавих сценаріїв з принадними гонорарами.
- Маколей Калкін з власної волі зголосився бути одним зі свідків захисту на відомих судових процесах за звинуваченням Майкла Джексона в розбещенні малолітніх. На суді він категорично заперечував усі звинувачення проти Майкла, їхні стосунки він називав як виключно дружні.
- У грудні 2018 року Маколей запропонував своїм фанам обрати йому нове середнє ім'я, проголосувавши на його вебсайті. З величезним відривом переміг варіант «Маколей Калкін»[15], який став офіційним з 2019 року[16]. Віднині його повне ім'я — Маколей Маколей Калкін Калкін.
- Актриса Бонні Беделіа (Bonnie Bedelia) — тітка актора по батьківській лінії.
- У Маколея була маленька епізодична роль в картині «Народжений четвертого липня», але при монтажі кадри, в яких він з'явився, були вирізані.
- Маколей Калкін і Елізабет Тейлор — хрещені батьки дітей Майкла Джексона.
- У Маколея є брати і сестри:
  - Шейн (1976);
  - Дакота (1979—2008);
  - Кіран (1982);
  - Квінн (1984);
  - Крістіан (1987);
  - Рорі (1989).
- Актор міг зіграти роль Джека Доусона у фільмі «Титанік».

## Фільмографія

### Повнометражні фільми
- 1985 — Північ (для ТБ) / The Midnight Hour (хлопчик у масці Хеллоуїна)
- 1988 — Ракета «Гібралтар» / Rocket Gibraltar (Сай)
- 1989 — Дядечко Бак / Uncle Buck (Майлз Рассел)
- 1989 — Побачимося вранці / See You in the Morning (Біллі Лівінгстон)
- 1990 — Сам удома / Home Alone (Кевін)
- 1990 — Драбина Іакова / Jacob's Ladder (Гейб)
- 1991 — Моя дочка / My Girl (Томас)
- 1991 — Зрозуміє тільки самотній / Only the Lonely (Біллі)
- 1992 — Сам удома 2: Загублений у Нью-Йорку / Home Alone 2: Lost in New York (Кевін)
- 1993 — Хороший син / Good Son (Генрі Еванс)
- 1993 — Лускунчик / The Nutcracker (Принц)
- 1994 — Нарівні з батьком / Getting Even with Dad (Тіммі)
- 1994 — Багатенький Річі / Ri¢hie Ri¢h (Річі Річ)
- 1994 — Володар сторінок / The Pagemaster (Річард Тайлер)
- 2003 — Клубна манія / Party Monster (Майкл Еліг)
- 2004 — Врятована / Saved (Роланд)
- 2004 — Єрусалимський синдром / Jerusalemski sindrom
- 2007 — Секс на сніданок / Sex and Breakfast
- 2019 — Похмілля у Таїланді / Changeland

### Телесеріали, відеокліпи
- 1988 — Еквалайзер (серіал) / The Equalizer / TV episode «Something Green» — Пол Гефардт
- 1991 — Wish Kid (анімаційний телесеріал) / Wish Kid — Ніклас Макклері (озвучення)
- 1991 — Чорне або біле (музичний відеокліп Майкла Джексона / Black or White — білява дитина)
- 1991 — Суботнього вечора в прямому ефірі (серіал) Суботнього вечора в прямому ефірі / TV episode «Macaulay Culkin / Tin Machine» — Маколей Калкін
- 1994 — Фрезер (серіал) / Frasier / TV episode «Seat of Power» — Елліотт
- 1996 — Музичний відеокліп Teenage angst гурту Placebo
- 1998 — Музичний відеокліп Sunday гурту Sonic Youth / Sunday — Головний герой (юнак)
- 2003 — Уїлл і Грейс (серіал) / Will & Grace / TV episode «May Divorce Be with You» — Джейсон Тауні
- 2003 — Фостер Холл (телефільм) / Foster Hall
- 2005 — Робоцип (анімаційний серіал) / Robot Chicken / TV episodes: «That Hurts Me», «Badunkadunk», «Junk in the Trunk» — різні персонажі (озвучення)
- 2006 — Робоцип (анімаційний серіал) / Robot Chicken / TV episode «Dragon Nuts» — (озвучення)
- 2021 — Американська історія жаху: Подвійний сеанс / American Horror Story: Double Feature  — Міккі